# Кирбасова, Нина Петровна
 Нина Петровна Кирбасова (род. 15 августа 1949 года, Смоленск) — советский и российский врач, акушер-гинеколог высшей категории, доктор медицинских наук, профессор. Главный врач Национального медицинского исследовательского центра акушерства, гинекологии и перинатологии имени академика В. И. Кулакова, профессор кафедры организации здравоохранения, медицинской статистики и информатики Первого Московского государственного медицинского университета имени И. М. Сеченова. Заслуженный врач Российской Федерации (1994).

## Биография
Нина Петровна Кирбасова родилась 15 августа 1949 года в Смоленске в семье офицера Советской армии Кирбасова Петра Васильевича.
В 1966 году окончила среднюю школу № 1 города Элисты с серебряной медалью.
В 1972 году с отличием окончила лечебный факультет Ставропольского государственного медицинского института по специальности «лечебное дело»; затем — клиническую ординатуру и аспирантуру по специальности «акушерство и гинекология» во Втором Московском ордена Ленина государственном медицинском институте имени Н. И. Пирогова.
С 1973 года по 1978 год работала врачом акушером-гинекологом Элистинского городского родильного дома. В 1983 году защитила кандидатскую диссертацию по двум специальностям: 14.01.01 и 14.00.09 («Акушерство и гинекология» и «Педиатрия») на тему: «Клинико-диагностическое и прогностическое значение показателей осмогомеостаза у больных сахарным диабетом беременных и рожениц, их плодов и новорожденных».
С 1983 года по 1984 год работала врачом акушером-гинекологом ГКБ № 1 города Москвы. С 1984 года по 1987 год — главный врач Московского областного НИИ акушерства и гинекологии. В 1987-88 годах — зав. акушерским отделением, а с 1988 года по 2007 год — главный врач Научного центра акушерства, гинекологии и перинатологии Минздрава РФ.
В 2005 году защитила докторскую диссертацию по двум специальностям: «Общественное здоровье и здравоохранение» и «Акушерство и гинекология», тема диссертации: «Научное обоснование и разработка современных технологий управления в акушерстве и гинекологии».
С 2006 года по 2014 год — профессор кафедры организации здравоохранения, медицинской статистики и информатики Первого Московского медицинского университета имени И. М. Сеченова.

## Почётные звания и награды
- Заслуженный врач Российской Федерации (28 сентября 1994) — за заслуги в области здравоохранения и многолетнюю плодотворную работу[7];
- Медаль «В память 850-летия Москвы» (1997);
- Отличник здравоохранения РФ;
- Почетная грамота Министерства здравоохранения Российской Федерации (1999);
- Почетная грамота Российской Академии медицинских наук (1999);
- Ветеран труда РФ (2003)

## Научно-исследовательская деятельность
В круг научных интересов входят проблемы акушерства, гинекологии, перинатологии; вопросы организации и технологии управления оказанием медицинской помощи и управления ресурсами в здравоохранении. Научные исследования посвящены оптимизации ведения беременности и родов при сахарном диабете; сверхранних преждевременных родах; профилактике и лечению акушерских кровотечений, вопросам снижения перинатальной и материнской смертности; влиянию неблагоприятных экологических факторов на репродуктивное здоровье; вопросам организации и экономики здравоохранения. Автор критериев оценки экологической обстановки территорий для выявления зон чрезвычайной экологической ситуации и зон экологического бедствия. Участник и ответственный исполнитель экономического эксперимента МЗ СССР (1990—1991). Кирбасовой Н. П. впервые научно обоснован и практически реализован алгоритм принятия управленческих решений на основе автоматизированной системы персонифицированного учёта услуг, анализа медицинских документов, финансово-экономической и статистической информации. Разработана и внедрена действующая модель работы лечебного учреждения по принципу государственного задания в соответствии с отраслевыми стандартами по квотам территорий в условиях многоканального финансирования с применением автоматизированной системы персонифицированного учёта. Автор методики расчёта стоимости медицинской услуги; пролеченного больного; потребности в койках акушерского профиля с учетом рождаемости, структуры акушерской патологии и географических особенностей региона. Результаты научных исследований реализованы в медицинские технологии Минздрава РФ, легли в основу клинических рекомендаций, приказов МЗ РФ, документов Фондов ОМС, Постановлений Правительства РФ; доложены на съездах, международных конгрессах в РФ и за рубежом (Латвийская Республика, 1981; Болгария, 1983; Кыргызская Республика 2009; Испания, 2016; Чехия, 2017; Япония, 2018 и др.). Под руководством Кирбасовой Н. П. подготовлено 5 кандидатов медицинских наук. Автор более 130 научных работ, изобретения, медицинских технологий, клинических и методических рекомендаций, монографий.

## Научные работы

### Изобретения
- Способ прогнозирования состояния плода № 3568375/28-13(046169) от 28.05.1983[12].

### Монографии
- Кирбасова Н. П. Современная система управления медицинской организацией акушерско-гинекологического профиля / Кирбасова Нина Петровна ; ГУ науч. центр акушерства, гинекологии и перинатологии РАМН. — Москва : СК-групп, 2004. — 203 с. ISBN 5-902915-01-5
- Кирбасова Н. П., Кулаков В. И., Агаджанова А. А. и др. Стандарты лечения в акушерстве и гинекологию. — М. 2006. 150 с.
- Кирбасова Н. П. и др. Руководство по амбулаторно-поликлинической помощи в акушерстве и гинекологии / под ред. В. И. Кулакова, В. Н. Прилепской, В. Е. Радзинского. М.: ГЭОТАР-Медиа, 2006. — 1056 с. ISBN 978-5-9704-0500-0
- Погорелова А. Б., Кирбасова Н. П., Фролова О. Г. Качество медицинской помощи, критерии оценки, организационные вопросы. Методические аспекты и практический опыт. — М. 2006. — 31 с. ISBN 5-902915-04-X

### Учебные и методические пособия
- Токова З. З. , Кирбасова Н. П. , Фролова О. Г. Показатели деятельности учреждений родовспоможения и методика их расчета (краткое руководство). — М. — 1993. — 70 с.
- Кулаков В. И., Серов В. Н., Кирбасова Н. П. и др. Интраоперационная реинфузия эритроцитов в профилактике и комплексной терапии акушерских кровотечений / Пособие для врачей. — М. 1999. 104 с.
- Кирбасова Н. П. и др. Руководство по организации и деятельности перинатального центра / под ред. Н. Н. Володина, В. И. Кулакова, Р. А. Хальфина. — М. 2007. 471 с.
- Кирбасова Н. П. и др. Инструкция по расчёту стоимости медицинских услуг // Министерство здравоохранения РФ, Российская Академия медицинских наук. М. 1999 г. 40 с.
- Кирбасова Н. П. и др. Методические указания по совершенствованию оплаты медицинских услуг и расходованию финансовых средств в учреждениях здравоохранения федерального подчинения от 28.02.00. МЗ РФ и РАМН, 24 с.
- Кирбасова Н. П. и др. Эфферентные методы профилактики и лечения вирусной инфекции в акушерстве // Методические указания № 99/76. — 1999. 13 c.
- Кирбасова Н. П., Грязнова И. М, Второва В. Г. и др. Прогнозирование состояния плода и новорожденного при сахарном диабете матери // Методические рекомендации министерства здравоохранения РСФСР. — М. — 1985. 9 с.
- Кирбасова Н. П., Второва В. Г., Князев Ю. А. Способ прогнозирования состояния плода // Изобретательство и рационализация в медицине. — М. — 1986. С. 65-66.
- Кирбасова Н. П. Критерии оценки изменения среды обитания и состояния здоровья населения // Критерии оценки экологической обстановки территорий для выявления зон чрезвычайной экологической ситуации и зон экологического бедствия. — М., 1992, 66 с.
- Кирбасова Н. П. и др. Подготовка шейки матки к программированным родам // Медицинская технология, — М. 2010, — 20 с.

### Основные научные статьи
- Premature delivery: Are there promises? Akusherstvo i ginekologiya. Radzinsky V.E., Galina T.V., Kirbasova N.P., Gondarenko A.S. Obstetrics & Gynecology. 2015. № 2. С. 99.
- Кирбасова Н. П., Кравченко Н. А. Медицинская и социальная проблема применения хирургического и медикаментозного аборта // Проблемы управления здравоохранением, № 5, 2010, с. 70-74.
- Кирбасова Н. П., Князев Ю. А., Второва В. Г. и др. Особенности гормональной регуляции и процесса адаптации у плодов и новорожденных, родившихся у матерей, больных сахарным диабетом // Вопросы охраны материнства и детства, № 8, 1983. С. 58-62.
- Кирбасова Н. П. Автоматизированный учет медицинских услуг в условиях многоканалиной модели финансирования учреждений здравоохранения федерального подчинения // Акушерство и гинекология. 2005. № 2. С. 61.
- Кирбасова Н. П. Современные принципы организации оказания медицинских услуг в учреждении акушерско-гинекологического профиля // Акушерство и гинекология. 2005. № 4. С. 41-45.
- Кирбасова Н. П. Пути повышения эффективности работы лечебного учреждения на примере научного центра акушерства, гинекологии и перинатологии РАМН // Акушерство и гинекология. 2004. № 3. С. 41.
- Кирбасова Н. П. Значение персонифицированного учета медицинских услуг в условиях многоканального финансирования на примере научного центра акушерства, гинекологии и перинатологии РАМН // Экономика здравоохранения. 2004. № 2. С. 40.
- Кирбасова Н. П., Погорелова А. Б. Контроль качества медицинской помощи по результатам экспертной оценки её критериев // Проблемы стандартизации в здравоохранении. 2005. № 5. С. 16-22.
- Кузнецов П. П., Кирбасова Н. П. Формирование системы управляемой медицинской помощи // Акушерство и гинекология. 2004. № 4. С. 63.
- Кулаков В. И., Кирбасова Н. П., Пономарева Л. П., Лопатина Т. В. Экологические проблемы репродуктивного здоровья // Акушерство и гинекология. 2004. № 1. С. 12.
- Мусалаева И. О., Тарасенко Е. В., Галина Т. В., Желудова Е. М., Азова М. М., Кирбасова Н. П., Оленев А. С. Ассоциация полиморфного варианта g-105a гена seps1 и полиморфного варианта с3872т гена сrp с реализацией преждевременных родов // Акушерство и гинекология. 2019. № 4. С. 34-38.
- Радзинский В. Е., Галина Т. В., Кирбасова Н. П., Маркарян Н. М. Резервы снижения кровопотери при абдоминальном родоразрешении. Результаты рандомизированного исследования // Акушерство и гинекология. 2015. № 6. С. 40-45.
- Беломестнов С. Р., Галина Т. В., Жилин А. В., Кирбасова Н. П., Козыренко Е. М., Куликов А. В., Радзинский В. Е., Рымашевский А. Н., Холопов А. В., Шифман Е. М., Цхай В. Б. Результаты многоцентрового проспективного сравнительного рандомизированного исследования эффективности и безопасности препаратов пабал® (карбетоцин) и окситоцин // Архив акушерства и гинекологии им. В. Ф. Снегирева. 2015. Т. 2. № 1. С. 48-54.
- Хальфин Р. А., Кирбасова Н. П., Магомедова А. М., Мадьянова В. В. Особенности демографической ситуации в Республике Дагестан (2002—2012) // Уральский медицинский журнал. 2014. № 1 (115). С. 104—107.
- Кирбасова Н. П., Кравченко Н. А., Хальфин Р. А., Магомедова А. М., Нурмагомедова П. М. Обоснование потребности населения Республики Дагестан в койках акушерского профиля с учётом демографических и географических особенностей территории // Социальные аспекты здоровья населения: электронный журнал, 2014, № 2. URL: http://vestnik.mednet.ru/content/viev/555/30 / lang.ru
- Кирбасова Н. П., Магомедова А. М., Шахсинова Р. Н. Материнская и перинатальная смертность в Республике Дагестан // Социальные аспекты здоровья населения: электронный журнал, 2013, № 5. URL: http://vestnik.mednet.ru/content/viev/512/30/lang.ru
- Кирбасова Н. П. Об опыте работы крупного специализированного бюджетного учреждения здравоохранения федерального подчинения по планированию и выполнению объемов помощи в рамках государственного задания // Менеджер здравоохранения. — 2004. — № 2. С. 22 — 31.
- Осокина Е., Кирбасова Н. П. Изменения хозяйственного механизма в здравоохранении. // Экономист. — 1992. -№ 2. С. 72 — 76.
- Кирбасова Н. П., Второва В. Г., Князев Ю. А. Способ прогнозирования состояния плода // Изобретательство и рационализация в медицине. М. — 1986. С. 65-66 — авт. свидетельство на изобретение.